# Newichawanoc
Newichawanoc (Newichawawock, Newichawanock, Newichewannock), pleme američkih Indijanaca porodice Algonquian s gornjeg toka rijeke Piscataqua i Salmon Falls Rivera na jugu današnje države Maine i susjednom New Hampshireu. Glavno naselje nalazilo im se u blizini današnjeg Berwicka u okrugu York.
Newichawanoci su pripadali plemenskom savezu Pennacook a u drugoj polovici 17. stoljeća u kontaktu s Englezima trgujući s Francisom Smallom. Indijanci su htjeli ubiti trgovca, na što ga prethodno upozorava njihov poglavica Wesumbee poznat i kao Kapetan (Captain) Sandy, nakon čega ovaj pobježe. Wesumbe mu kasnije prodaje svu zemlju između Great i Little Ossipee Rivera, rijeke Saco i New Hampshirea. Na području plemena niknulo je 5 gradova Limington, Limerick, Cornish (kasnije Francisborough), Newfield i Parsonsfield, kolektivno nazivanih  'five Ossipee towns' .